# Cuban Nights
Cuban Nights es un cortometraje estadounidense musical de 1937 en blanco y negro de tan solo 10 minutos donde Jorge Negrete tiene una participación breve con la representación de un trovador cubano. También participa Ramón Armengod. En español se le conoce también como Eliseo Grenet y su Orquesta.